# Ernst Strasser

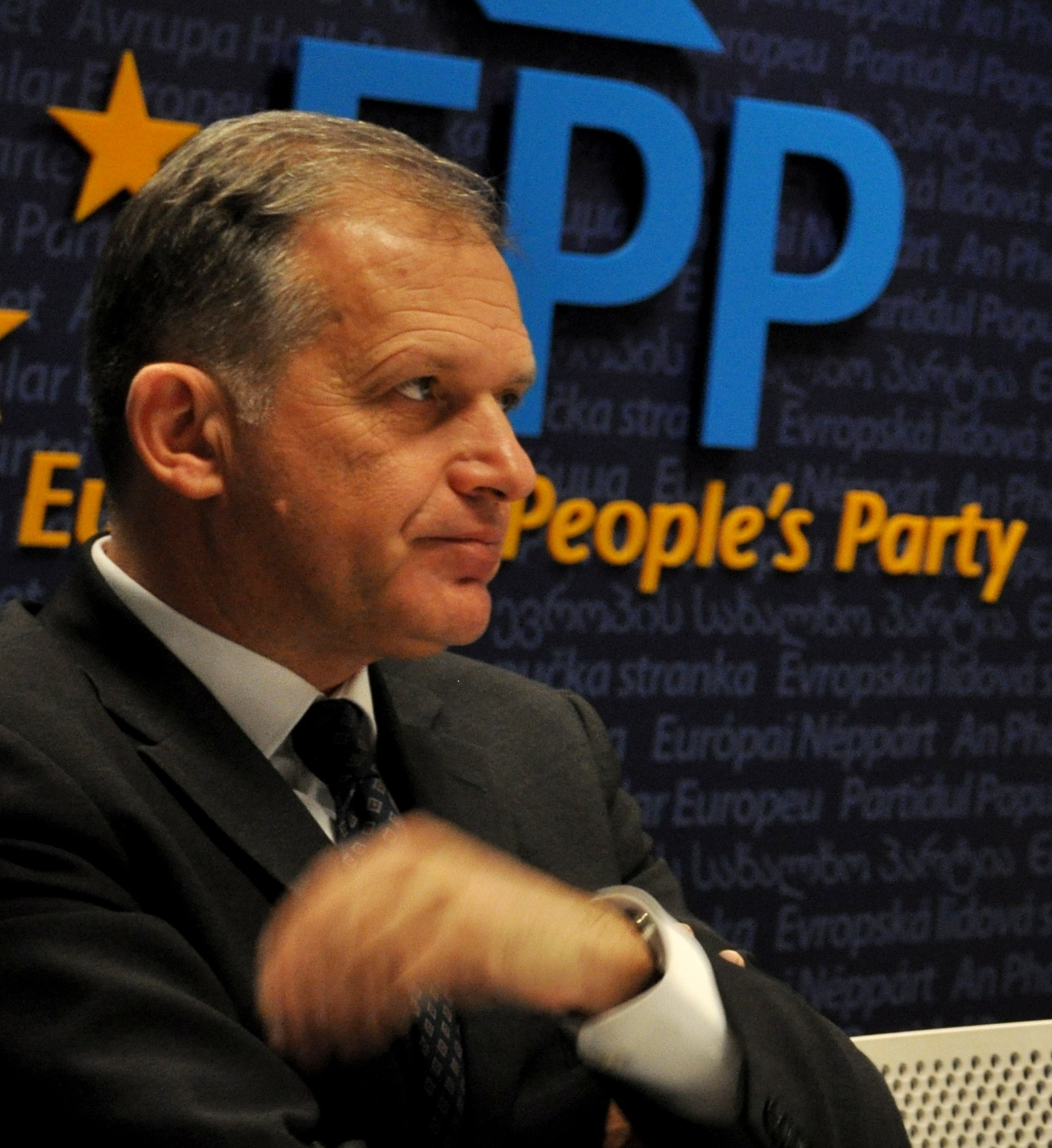
Ernst Strasser 2011

Ernst Strasser (* 29. April 1956 in Grieskirchen, Oberösterreich) ist ein ehemaliger österreichischer Politiker der Österreichischen Volkspartei (ÖVP), Innenminister der Republik Österreich und EU-Parlamentarier sowie Unternehmer und Lobbyist, der wegen Bestechlichkeit zu drei Jahren unbedingter Haft verurteilt wurde.
Von Februar 2000 bis Dezember 2004 war er österreichischer Bundesminister für Inneres in den Regierungen Schüssel I und Schüssel II. Bei der Europawahl 2009 trat er als Spitzenkandidat der ÖVP an und wurde deren Delegationsleiter im Europäischen Parlament. Aufgrund des von der Sunday Times aufgedeckten Cash-for-Laws-Skandals erklärte er am 20. März 2011 seinen Rücktritt als EU-Parlamentarier und stellte seine Mitgliedschaft im Österreichischen Arbeitnehmerinnen- und Arbeitnehmerbund ruhend.

## Leben und Privates
Ernst Strasser wurde 1956 als Sohn eines Landwirtehepaars in Oberösterreich geboren. Nach dem Besuch der Volksschule in Grieskirchen besuchte er die Unterstufe des Bundesgymnasiums und Sportrealgymnasiums HIB Saalfelden und später die Oberstufe im BORG Grieskirchen, wo er im Jahr 1975 als Schulsprecher die Matura ablegte. In den Jahren 1971 bis 1975 engagierte sich Strasser in der Katholischen Jungschar und der Katholischen Jugend in Grieskirchen.
Von 1975 bis 1980 studierte er Rechtswissenschaften an der Universität Salzburg und promovierte dort 1981 zum Doktor der Rechte. Während des Studiums war er Mitglied des Hauptausschusses der Hochschülerschaft an der Universität Salzburg sowie Sozialreferant derselben Hochschülerschaft. Von 1980 bis 1981 leistete er Zivildienst als Alternative zum Wehrdienst.
Im Jahr 1998 wurde Ernst Strasser zum Präsidenten des niederösterreichischen Hilfswerkes, der größten Hilfsorganisation Niederösterreichs im Bereich der Hauskrankenhilfe, der Tagesmütter und der Hilfe für Kinder und Jugendliche mit damals mehr als 4000 Mitarbeiterinnen und über 20000 Klienten, gewählt. Schwerpunkte seiner Amtszeit bis 2011 waren die Übersiedlung der Landesgeschäftsstelle in das Regierungsviertel von St. Pölten, der Aufbau des Heimservice, der Aufbau des Besuchsdienstes für ältere Mitbürger, die Eröffnung des ersten Betriebskindergartens in Niederösterreich, der Start des Niederösterreichischen Frauentelefons sowie die Konsolidierung und Sicherung der Finanzierung des Vereins.
Ernst Strasser ist mit Elisabeth Strasser verheiratet, sie brachte zwei Kinder mit in die Ehe, das Ehepaar lebt in Wien und Bad Ischl.

## Berufliche Laufbahn
Nach der Ableistung des Zivildienstes startete Ernst Strasser seine Berufslaufbahn als Direktionssekretär im Österreichischen Bauernbund unter dem damaligen Direktor Josef Riegler, wechselte daraufhin in die Rechtsabteilung des Oberösterreichischen Bauernbundes und nahm dort zwei Jahre später die Position des Direktionssekretärs ein. Mit dem Eintritt von Josef Riegler in die Bundesregierung als Landwirtschaftsminister wechselte Ernst Strasser im Jahr 1987 als Sekretär des Bundesministers in das Landwirtschaftsministerium. Nach der Wahl Rieglers zum Bundesparteiobmann der Österreichischen Volkspartei folgte ihm Ernst Strasser und arbeitete bis 1990 als Büroleiter des Bundesparteiobmannes.
Von 1990 bis 1991 war er Leiter der strategischen Planung des Unternehmens Umdasch AG in Amstetten und anschließend von 1991 bis 1992 Geschäftsführer Shop Concept-Mittelraum der Umdasch AG in Heidelberg.

### Politikkarriere
Nach einer Tätigkeit beim Österreichischen Bauernbund als Direktionssekretär und beim Oberösterreichischen Bauern- und Nebenerwerbsbauernbund als Rechtsreferent wurde Strasser 1987 Sekretär des damaligen Landwirtschaftsministers und späteren Vizekanzlers Josef Riegler (ÖVP). Zwischen 1989 und 1990 war er Kabinettchef-Stellvertreter des Vizekanzlers sowie Büroleiter des Bundesparteiobmannes der ÖVP. Von 1992 bis 1996 war er Geschäftsführer der ÖVP Niederösterreich und von 1996 bis 2000 ihr Klubobmann im Landtag. Daneben war er von 1993 bis 2000 Abgeordneter zum niederösterreichischen Landtag und als Vertreter des Landes Niederösterreich Kurator im ORF.
Von 1983 bis 1985 war Strasser Mitglied des Gemeinderates der Stadtgemeinde Grieskirchen, von 1993 bis 2000 Abgeordneter zum niederösterreichischen Landtag. Vom 20. Dezember 2002 bis 25. April 2003 war er Abgeordneter zum österreichischen Nationalrat in der 22. Gesetzgebungsperiode. Strasser war Präsident des niederösterreichischen Hilfswerks sowie Vizepräsident des Hilfswerks Österreich. Im Juni 2004 reiste er in offizieller Mission nach Jerusalem – einige Monate nach Wiederaufnahme voller diplomatischer Beziehungen mit Israel – und eröffnete dort das Theodor-Herzl-Symposium.

#### Innenminister
Von 2000 bis 2004 war Ernst Strasser Bundesminister für Inneres in den Bundesregierungen Schüssel I (FPÖ-ÖVP-Koalition) und Schüssel II (ÖVP-FPÖ- beziehungsweise ÖVP-BZÖ-Koalition). Sein Kabinettschef war Philipp Ita. Dort führte er Reformen und Erneuerungen, wie etwa die Zusammenlegung von Gendarmerie und Polizei, die zu einer einheitlichen österreichischen Polizei führte, durch. Die Reform des Zivildienstes, die Reform der Cobra, der Abbau von Doppelgleisigkeiten, die Modernisierung des Fremdenwesens und die Intensivierung der Zusammenarbeit der österreichischen Polizei auf EU- und internationaler Ebene waren weitere Schwerpunkte seiner Arbeit bis zum Dezember 2004. Galt er in den Jahren 2000 und 2001 noch als liberal, vor allem da er die Donnerstagsdemonstrationen nicht wie andere Vertreter der Regierungsparteien ÖVP und FPÖ verurteilt hatte, wurde er in der zweiten Hälfte seiner Amtszeit von Opposition und Nichtregierungsorganisationen zunehmend heftiger kritisiert. Vor allem die unter seiner Amtszeit novellierte Asylgesetzgebung, die, im Herbst 2004 als verfassungswidrig erkannt, nochmals verschärft werden sollte, begründete seinen späteren Ruf als Hardliner. Umgekehrt kritisierten Vertreter des Koalitionspartners FPÖ ihn weiterhin als zu liberal. Vom 30. Juni 2003 bis zu seinem Ausscheiden als Bundesminister für Inneres war er Mitglied des Österreich-Konvents.
Während der Amtszeit Strassers als Innenminister, am 15. Juli 2003, kam der aus Mauretanien stammende Asylwerber Seibane Wague bei einem Polizeieinsatz ums Leben. Strasser stellte sich bereits wenige Tage nach dem Vorfall hinter die beteiligten Polizeibeamten und sicherte diesen „volle Loyalität“ für ihr – in der Folge vom unabhängigen Verwaltungssenat Wien und vom Verwaltungsgerichtshof als rechtswidrig und als Folter erkanntes – Vorgehen zu. In einem Strafprozess wurde einer der Polizisten ebenso wie der beim Tod Wagues anwesende Notarzt wegen „fahrlässiger Tötung unter besonders gefährlichen Umständen“ verurteilt. Heftig kritisiert wurde Strasser auch von der Flüchtlingshilfe Asyl in Not wegen der Rückschiebung von 74 tschetschenischen Flüchtlingen im November 2003 mit folgendem Kommentar: „Wir haben sie eingeladen, umzukehren“. Diese Aktion wurde sechseinhalb Jahre später vom UVS Niederösterreich als rechtswidrig eingestuft.
Strasser sah sich durch Amnesty international auch mit dem Vorwurf der „politischen Verfolgung“ konfrontiert, weil sein Kabinett zwei Menschenrechtsverteidiger beim Bundeskriminalamt angezeigt hatte. Der Menschenrechtsbeirat konnte dabei „kein sicherheits- oder kriminalpolizeiliches Kalkül“ erkennen. Die Voruntersuchungen der Staatsanwaltschaft gegen Georg Bürstmayer und Nadja Lorenz wurden binnen weniger Tage eingestellt.
Die unter Strassers Ägide erfolgte Zusammenlegung von Polizei und Gendarmerie zum einheitlichen Wachkörper Bundespolizei wird unterschiedlich bewertet. Einerseits wird sie als historische Errungenschaft gewürdigt, andererseits werfen Kritiker Strasser vor, die Strukturreform für parteipolitisch motivierte Postenbesetzungen genützt und Fehler bei der Durchführung der Reform begangen zu haben. Kurz nach Beschluss der Fusion durch das Parlament trat Strasser am 10. Dezember 2004 zurück. Der nachmalige Polizeipräsident Peter Stiedl führte die Welle an Skandalen nach erfolgter Strukturreform auf den Wegfall einer Kontrollinstanz durch die Reform zurück.

#### EU-Parlamentarier
Zur Europawahl 2009 trat Strasser als Spitzenkandidat der ÖVP an und wurde in der Folge Mitglied des Europäischen Parlaments. Für Diskussionen sorgte der Umstand, dass er zum Delegationsleiter der ÖVP im Europäischen Parlament bestimmt wurde, obwohl Othmar Karas 112.954 Vorzugsstimmen erhalten hatte und er selbst nur 38.326.
Als Mitglied des Europäischen Parlaments gehörte er der Delegation für die Beziehungen zu den Maghreb-Ländern und der Union des Arabischen Maghreb (DEMAG) und der Delegation in der Parlamentarischen Versammlung der Union für den Mittelmeerraum an und war Mitglied im Ausschuss für auswärtige Angelegenheiten, Menschenrechte, Gemeinsame Sicherheit und Verteidigungspolitik (AFET) sowie dessen Unterausschuss für Sicherheit und Verteidigung (SEDE) und im Petitionsausschuss. Stellvertretendes Mitglied war er im Ausschuss für bürgerliche Freiheiten, Justiz und Inneres und der Delegation für die Beziehungen zu Indien.
Für die Fraktion der Europäischen Volkspartei (EVP) war Strasser Schattenberichterstatter bei den Verhandlungen zum SWIFT-Abkommen, das er als „Meilenstein“ für das Europäische Parlament bezeichnete. Durch das Abkommen, das die EVP maßgeblich mittrug, sah er die Sicherheit der Bankdaten der Bürger Europas „zu 95 Prozent“ gesichert.

### Lobbyismus
Im März 2011 wurde bekannt, dass Journalisten der britischen Wochenzeitung The Sunday Times ab Juni 2010 als vorgebliche Lobbyisten Strasser angeboten hatten, ihn dafür zu bezahlen, wenn er in ihrem Sinne Änderungen bei geplanten Richtlinien im Finanzsektor und einen Änderungsantrag zum Anlegerschutz einbringen werde. Insgesamt hatten die Journalisten zu 60 Abgeordneten Kontakt aufgenommen, von denen drei, neben Strasser noch Adrian Severin (Rumänien, PSD) und Zoran Thaler (Slowenien, SD), darauf eingingen (Cash-for-Laws-Affäre). Strasser leitete die Änderungswünsche an die in der ÖVP-Delegation für diesen Themenbereich zuständigen Othmar Karas und Hella Ranner weiter und urgierte mehrmals, über seine Assistentin und auch persönlich, die Einbringung der Änderungen in den zuständigen Ausschüssen, was aber nicht geschah. Karas bezeichnete es als „eine Frage der Redlichkeit und des Anstands. Bei diesem Stil spiele ich nicht mit, sonst würde ich mich selber korrumpieren“.
Nach dem Bekanntwerden erklärte Strasser, er habe die Änderungswünsche weitergeleitet und seinen Kollegen nichts über den Hintergrund verraten, weil er vermutete, ein Geheimdienst stehe hinter den ihm „dubios“ erscheinenden Lobbyisten, und er habe herausfinden wollen, welcher das sei. Vonseiten der Grünen wurde er beim Europäischen Amt für Betrugsbekämpfung (OLAF) angezeigt, und sie forderten, wie auch SPÖ und BZÖ, seinen Rücktritt, was er als Teil einer „Vernaderungskampagne“ bezeichnete. Am 20. März 2011 veröffentlichte die Sunday Times einen Artikel über die Affäre und mehrere bei den Treffen der Journalisten mit Strasser heimlich gefilmte Videos. Darin erklärte er, dass er seine Position in Brüssel verwende, um ein Netzwerk aufzubauen, das er für seine eigene Lobbyingfirma nutzen könne („This is a very good combination“). Er habe derzeit fünf Auftraggeber, von denen er jeweils 100.000 Euro pro Jahr erhalte, ein sechster komme bald dazu und seine Gesprächspartner könnten die siebten sein. In dem zweiten Video erklärt er, wie er als Parlamentarier im Sinne seiner Kunden Einfluss auf die Gesetzgebung nehmen könne. Am Tag des Erscheinens des Artikels verlangte Josef Pröll, Vizekanzler und Bundesparteiobmann der ÖVP, Strassers Rücktritt, den dieser wenige Stunden später ankündigte. Formal erfolgte der Rücktritt am 24. März mit dem Einreichen seines Rücktrittsgesuches. Gegenüber der Austria Presse Agentur (APA) hielt Strasser an seiner Darstellung fest, er sei nur zum Schein auf die vermeintlichen Lobbyisten eingegangen, um die Hintermänner auszuforschen und anzuzeigen, wozu er aus terminlichen Gründen nicht gekommen sei. Auch sei er nicht als Lobbyist tätig, „weder in Brüssel noch in Wien“. Sein Rücktritt erfolge, weil das eine „politische Kampagne“ gegen ihn sei und er der Partei nicht schaden wolle.
Am 21. März 2011 leitete das Europaparlament eine innere Untersuchung ein, und die österreichische Korruptionsstaatsanwaltschaft begann mit Vorermittlungen. Zwei Tage später leitete das Europäische Amt für Betrugsbekämpfung ein Schnellverfahren gegen Strasser und die beiden anderen Parlamentarier ein.
Bis März 2011 war Strasser Präsident der Österreichisch-Russischen Freundschaftsgesellschaft (ORFG).

#### Verurteilung wegen Bestechlichkeit
Am 9. August 2012 gab die Korruptionsstaatsanwaltschaft bekannt, dass gegen Strasser Anklage wegen Bestechlichkeit (§ 304 StGB, Strafmaß: ein bis zehn Jahre Gefängnis) erhoben werde. Am 26. November 2012 begann am Wiener Landesgericht für Strafsachen der Prozess gegen ihn.
Am 14. Jänner 2013 wurde er in erster Instanz zu vier Jahren unbedingter Haft verurteilt. Das Gericht bestimmte zudem, dass die Anwendung einer elektronischen Fußfessel ausgeschlossen sei. Nach einer Berufung und Nichtigkeitsbeschwerde wurde das Urteil am 26. November 2013 durch den Obersten Gerichtshof aufgehoben und der Fall an das Erstgericht zurückgewiesen. Dieses verurteilte Strasser am 13. März 2014 zu einer unbedingten Haftstrafe von drei Jahren und sechs Monaten. Der OGH bestätigte am 13. Oktober 2014 das erstinstanzliche Urteil, reduzierte die Haft jedoch auf drei Jahre. Am 13. November 2014 trat Ernst Strasser die Haft an. Nach acht Wochen Haft erhielt Ernst Strasser ab dem 12. Jänner 2015 die Möglichkeit auf Freigang, um bei einer Beraterfirma zu arbeiten, die in ein Konkursverfahren verwickelt wurde. Am 28. Mai 2015 erhielt Ernst Strasser, nach sechs Monaten in der Justizanstalt Simmering, eine „Fußfessel“ (elektronisch überwachter Hausarrest) und konnte das Gefängnis verlassen. Dem Antrag auf bedingte Entlassung wurde nach Verbüßung von fast zwei Dritteln der Gesamtstrafe stattgegeben, und Ernst Strasser wurde am 13. September 2016 die Fußfessel abgenommen (dem Antrag auf vorzeitige Entlassung nach der Hälfte der Strafe war im Mai 2016 noch nicht zugestimmt worden).

### Nach dem Ausscheiden aus der Politik
Nach seinem Ausscheiden als Minister wurde Ernst Strasser in den Beirat der Österreichischen Staatsdruckerei bestellt. Bis zum Jahr 2006 war er Managing Partner bei der Vienna Capital Group Investmentbank sowie von 2006 bis 2014 als Managing Partner bei der GP-Beteiligungs- und Verwaltung GesmbH tätig. Darüber hinaus war er von 2005 bis 2012 Eigentümer und Geschäftsführer des Beratungsunternehmens CCE-Consulting GmbH. Dieses Unternehmen ist auch Gesellschafter der Advisory Partners OG, der BCD Business Consulting & Development GmbH, der EXPERT Managementberatung Russia GmbH und der ZSA Strategy Consultants GmbH (vormals Eurocontact Consulting GmbH). Von 2007 bis 2010 war Ernst Strasser auch mit zehn Prozent am Beratungsunternehmen CIN-Consult Unternehmensberatung GmbH des ehemaligen Meinl-Gutachters Thomas Havranek beteiligt. In der für Abgeordnete des Europäischen Parlaments verpflichtenden Erklärung der finanziellen Interessen hat Ernst Strasser aber nur die Firmen CCE-Consulting GmbH und BCD GmbH deklariert.
Mit Herbst 2005 wird Strasser als Mitarbeiter der Tiroler Agentur Hofherr Communikation als Lobbyist für das Energieunternehmen TIWAG genannt, wobei als Erfolg der Lobbytätigkeit bezüglich des Regierungsprogramms der Bundesregierung Faymann bezüglich des Ausbaues der Wasserkraft die Änderung von sensiblen Gebieten zu schutzwürdigen Gebieten und die Straffung des UVP-Verfahrens reklamiert wurde.
Bis März 2011 war Strasser auch Aufsichtsratsmitglied der WESTbahn sowie bei G4S Security.
Seit 2014 ist Ernst Strasser als Prokurist bei der GP-Beteiligungs- und Verwaltungs-GesmbH tätig. Darüber hinaus ist er seit 2016 autorisierter Vertreter der SCCB Consulting & Coaching GesmbH.
Im Mai 2019 übernahm Ernst Strasser das Hotel Hubertushof in Bad Ischl.

## Auszeichnungen
- 2002 Großkreuz des Gregoriusorden
- 2002 Big Brother Award (Kategorie People’s choice)
- 2003 Großes Goldenes Ehrenzeichen am Bande für Verdienste um die Republik Österreich[55]¢
- Großkreuz des Al-Kawkab-Ordens (Jordanien)
- Orden des Kongresses der Republik Kolumbien mit goldenem Ordensstern

## Kuriosa
Zu seiner Zeit als Bundesminister für Inneres bot Strasser seine Büroräumlichkeiten im Wiener Palais Modena einmal im Jahr Kunstschaffenden an, ihre Werke zu zeigen. Der Bildhauer Oliver Strametz baute 2001 im Oktogonraum eine Abhöranlage und übertrug die im Vorraum zum Minister stattfindenden Gespräche live ins Internet. Damit spielte er auf eine Praxis im k.k. Ministerratspräsidium an, wartende Diplomaten durch Löcher in der Decke dieses Raumes abzuhören. Strasser beliebte bei der Vernissage dazu zu scherzen: „Heute würde man das einen Lauschangriff im BMI nennen.“